# Maciej Kaziński
Maciej Kaziński (ur. 29 kwietnia 1967 w Gdyni, zm. 14 września 2018) – polski śpiewak, multiinstrumentalista, kompozytor, muzykolog, tłumacz i działacz kulturalny.

## Życiorys
Był absolwentem Akademii Muzycznej w Gdańsku. Kształcił się także na specjalistycznych kursach muzyki dawnej. Od 1993 był szefem biura organizacyjnego Festiwali Muzyki Dawnej w Starym Sączu, zaś od roku 1996 sekretarzem, a następnie wicedyrektorem Festiwalu w Jarosławiu. Od 2006 piastował funkcję dyrektora Festiwalu „Pieśń Naszych Korzeni” w Jarosławiu.
Był między innymi kontrabasistą i pianistą, specjalizował się również w grze na historycznych i tradycyjnych instrumentach smyczkowych. Był współtwórcą specjalizującej się wykonywaniu średniowiecznych dramatów liturgicznych – Scholi Teatru Węgajty. W 2000 prowadził w Krakowie projekt Codex Calixtinus, był także współautorem Międzynarodowych Spotkań Dramat i Liturgia 2002–2003.
Jako tłumacz dokonał przekładów książek o tematyce muzyczno-historycznej w tym Semiologia Gregoriańska Eugèna Cardine’a, Muzyka Starożytnej Grecji i Rzymu Johna Landelsa, czy Historia Muzyki i Hymnografii Bizantyjskiej Egona Wellesza.
Brał udział w nagraniu płyt: Ło Matko Kocheno! – Pieśni Z Kocudzy (2007), Kapela Brodów – Pieśni Maryjne (2008), Kapela Brodów – Tańce Polskie (2008), Castrum Doloris: Old Polish Burial Ceremonies (2014). Był autorem muzyki radiowej i scenicznej. Współpracował między innymi z Adamem Strugiem i Orkiestrą Czasów Zarazy.
Zmarł po długiej chorobie 14 września 2018.